# Landesregierung und Stadtsenat Zilk II
Landesregierung und Stadtsenat Zilk II war die Bezeichnung für die Wiener Landesregierung und den Wiener Stadtsenat unter Bürgermeister und Landeshauptmann Helmut Zilk. Die Neuwahl des Stadtsenats folgte auf die Landtags- und Gemeinderatswahl in Wien 1987, bei der die SPÖ ihre absolute Mehrheit verteidigen konnte. Die Stadtregierung wurde am 9. Dezember 1987 gewählt und war bis 1991 im Amt.
Als erstes Mitglied der SPÖ-Regierung schied zunächst Helmut Braun aus dem Amt, er wurde am 29. Jänner 1988 von Michael Häupl abgelöst. Bereits am 22. Juni 1989 legte auch Günther Sallaberger sein Amt zurück, sein Amt übernahm am selben Tag Hannes Swoboda. Zu einer letzten Regierungsumbildung kam es am 15. Dezember 1989, als Alois Stacher durch Sepp Rieder ersetzt wurde.
Auch bei den Stadträten der Opposition kam es mehrfach zu Änderungen. Erhard Busek trat am 24. April 1989 zurück und wurde am 29. Mai 1989 durch Walter Nettig ersetzt. Günther Engelmayer legte sein Amt am 2. April 1990 nieder, ihm folgte am 27. April 1990 Wolfgang Petrik nach. Petrik selbst trat am 25. November 1990 von seinem Amt zurück und wurde am Folgetag durch Heinrich Wille ersetzt. Auch der FPÖ Stadtrat Rainer Pawkowicz vollendete seine Amtsperiode nicht, sondern wurde am 26. November 1990 von Hilmar Kabas abgelöst.

## Regierungsmitglieder
| Amt                                                                                | Name                | Partei | Ressorts                                                                |
| ---------------------------------------------------------------------------------- | ------------------- | ------ | ----------------------------------------------------------------------- |
| Landeshauptmann Bürgermeister                                                      | Helmut Zilk         | SPÖ    |                                                                         |
| 1. Landeshauptmann-Stellvertreter 1. Vizebürgermeister Amtsführender Stadtrat      | Hans Mayr           | SPÖ    | Finanzen und Wirtschaftspolitik                                         |
| 2. Landeshauptmann-Stellvertreterin 2. Vizebürgermeisterin Amtsführende Stadträtin | Ingrid Smejkal      | SPÖ    | Bildung, Jugend, Familie und Soziales                                   |
| Amtsführender Stadtrat                                                             | Rudolf Edlinger     | SPÖ    | Wohnbau und Stadterneuerung                                             |
| Amtsführender Stadtrat                                                             | Johann Hatzl        | SPÖ    | Verkehr und Energie                                                     |
| Amtsführender Stadtrat                                                             | Michael Häupl       | SPÖ    | Umwelt, Freizeit und Sport                                              |
| Amtsführende Stadträtin                                                            | Ursula Pasterk      | SPÖ    | Kultur                                                                  |
| Amtsführender Stadtrat                                                             | Sepp Rieder         | SPÖ    | Gesundheit und Spital                                                   |
| Amtsführende Stadträtin                                                            | Christine Schirmer  | SPÖ    | Konsumentenschutz, Frauenfragen, Bürgerdienst und Rechtsangelegenheiten |
| Amtsführender Stadtrat                                                             | Johannes Swoboda    | SPÖ    | Stadtentwicklung, Stadtplanung und Personal                             |
| Stadträtin                                                                         | Maria Hampel-Fuchs  | ÖVP    | ohne Ressort                                                            |
| Stadtrat                                                                           | Walter Nettig       | ÖVP    | ohne Ressort                                                            |
| Stadtrat                                                                           | Wilhelm Neusser     | ÖVP    | ohne Ressort                                                            |
| Stadtrat                                                                           | Heinrich Wille      | ÖVP    | ohne Ressort                                                            |
| Stadtrat                                                                           | Hilmar Kabas        | FPÖ    | ohne Ressort                                                            |
| Vorzeitig ausgeschiedene Mitglieder der Landesregierung                            |                     |        |                                                                         |
| Amtsführender Stadtrat                                                             | Helmut Braun        | SPÖ    | Umwelt, Freizeit und Sport                                              |
| Amtsführender Stadtrat                                                             | Günther Sallaberger | SPÖ    | Stadtentwicklung, Stadtplanung und Personal                             |
| Amtsführender Stadtrat                                                             | Alois Stacher       | SPÖ    | Gesundheit und Spital                                                   |
| Stadtrat                                                                           | Erhard Busek        | ÖVP    | ohne Ressort                                                            |
| Stadtrat                                                                           | Günther Engelmayer  | ÖVP    | ohne Ressort                                                            |
| Stadtrat                                                                           | Wolfgang Petrik     | ÖVP    | ohne Ressort                                                            |
| Stadtrat                                                                           | Rainer Pawkowicz    | FPÖ    | ohne Ressort                                                            |